# Club Deportivo Recoleta
El Club Deportivo Recoleta, conocido como Deportivo Recoleta o simplemente Recoleta, es una asociación deportiva y social de la ciudad de Asunción, Paraguay, con sede en el barrio del mismo nombre. Fue fundado el 12 de febrero de 1931 y es reconocido por su club de fútbol, el cual militará en el 2025 en la Primera División de Paraguay tras haber sido consagrado campeón de la División Intermedia en el 2024.

## Historia

### Fundación
Fue fundado el 12 de febrero de 1931, tras la fusión de los clubes 2 de Julio y Unión Pacífico. Toma su nombre del barrio en la que se encuentra asentado Recoleta. Su primer presidente fue el señor Juan Gardel.
En 1941, el club adquirió el terreno del actual su estadio, el Roque Battilana, que lleva su nombre en honor a uno de los antiguos dirigentes del club. El mismo se ubica detrás mismo del Cementerio de la Recoleta, de aquí nació el apodo de "Los Funebreros" o también "El Funebrero", que hasta hoy en día sigue vigente.

### Federación Paraguaya de Deportes
Participó en la amateur Federación Paraguaya de Deportes entre 1936 y 1948. En las competencias de esta asociación fue el más ganador, coronándose campeón en cuatro ocasiones 1938, 1940, 1942 y 1943, y habiendo clasificado a en la final del 1948, donde caería ante el 12 de octubre.

### Afiliación a la APF
En lo que se refiere a los campeonatos de la Asociación Paraguaya de Fútbol, habría competido en la misma desde 1949, consiguiendo su primer título en el año 1971 al ganar la Tercera División, última categoría del fútbol paraguayo en esos años. Así obtuvo su ascenso a la Segunda División.

### Camino hacia Primera
En el año 1971, el Club Deportivo Recoleta logró su ascenso a segunda y primer título oficial de la APF en su historia.
En el año 1997 fue uno de los clubes que formaron parte del primer campeonato de la División Intermedia, que se convirtió en la "Segunda División" del fútbol paraguayo desde entonces.
El club batalló durante 30 años su ascenso a Primera División, hasta que en el 2001 lo logró, coronándose campeón de la División Intermedia de ese año.

### Primera División

#### Torneo Apertura
En el año 2001 obtuvo el primero de sus dos título más importante hasta ahora. Ganando el campeonato de la División Intermedia y así logrando también el ascenso por primera vez en su historia a la Primera División, máxima categoría del fútbol paraguayo.
Su única participación en la Primera División se dio en la temporada 2002, pero al terminar en último lugar en la tabla de promedios volvió a descender a la Segunda División.
El Deportivo Recoleta debutó en la máxima categoría en el Torneo Apertura, dicho debut histórico para el club se fue al olvido, pues cayerón goleados 1-9 ante el Sport Colombia. El histórico primer gol del Deportivo Recoleta en primera división lo hizo Raúl Benítez en el minuto 6, aunque luego se vino una terrible remontada del Sporti Colombia.
En dicho Apertura, Recoleta no logró ninguna victoria, sólo sumó 3 puntos en tres empates. Ante Sport. San Lorenzo en la jornada 2, Sol de América en la jornada 3 y Olimpia en la jornada 8. Este último fue un resultado el mejor resultado que tuvo, puesto que marcó 2 goles y no perdió.

#### Torneo Clausura
La etapa del torneo clausura fue notablemente mejor para el Dep. Recoleta, que logró sus primeras victorias y poder sumar de a tres.
Ganó 5 partidos, siendo su mejor resultado el 1-3 ante el Club Sportivo Luqueño, por la fecha 2, además logró un 2-0 ante Sol de América.
Su peor resultado fue un 0-3 ante el 12 de octubre por la fecha 13.
Recoleta sumó 21 puntos, pero de igual manera descendió nuevamente a la segunda división para el 2003. Debido a que sólo logró hacer un puntaje de 0.8889 puntos, habiendo hecho 24 puntos en 27 partidos en la temporada (teniendo en cuenta los últimos 3 años).

### Descensos consecutivos
Recoleta no tuvo una buena primera temporada en la Primera División. En la etapa del Apertura perdió su primer juego 1-9 y solo sumó 3 puntos sin ganar algún encuentro. En el Clausura logró 24 puntos pero descendió con 0.8889 de promedio, volviendo a la División Intermedia al siguiente año. Quedó en el 9° puesto del acumulativo, último y 10° del promedio.
En la temporada 2003, en su vuelta a la División Intermedia volvió a tener una mala campaña y al final de esta volvió a descender, esta vez a la Tercera División, junto a los clubes Sportivo Trinidense y Presidente Hayes.
Su vuelta a la Tercera División no fue buena, ya que en la temporada 2004 (en esa temporada debían descender tres clubes) tras terminar en el penúltimo lugar descendió por primera vez en su historia a la Cuarta División. Desde la temporada 2005 el club militó en esa división.

### Ascenso a la Tercera División
En la temporada 2012, el Deportivo quedó en el sexto con 10 puntos, sin avanzar a la segunda fase 
En la temporada 2013, Recoleta nuevamente no avanzó de la primera fase, acabó en el 6° puesto con 10 puntos en el Grupo A.
En la temporada 2014 el club no avanzó de la primera fase, acabó en el puesto 13° con 18 puntos
En la temporada 2015 de la Primera División C, El Deportivo Recoleta tuvo una muy buena primera fase, donde el club terminó en la tercera posición de la tabla general con 29 puntos. Su primer juego fue ante el General Caballero SF, el cual ganó por 1 a 0 el 10 de mayo. Recoleta quedó libre en la fecha 9, al no tener rival en dicha jornada.
En los cuartos de final el Dep. Recoleta cayó 1-0 ante el Cristóbal Colón (JAS), pero en la vuelta lo goleó 4-1 y dejó el global en 4-2, así avanzó a las semifinales, ya ahí venció al Presidente Hayes por 3-4 en la tanda de penales, tras un 2-2 en la ida y 0-0 en la vuelta, así logró el acceso a la final y así aseguró el ascenso a la Primera División B, (tercera división). En la ida de la final empató 2-2 y en la vuelta 1-1 con el Sport. Ameliano, pero tras los tiros penales lo derrotó por 2 a 4. De esta manera el club se consagró campeón, siendo su primer título de la Primera División C, como Cuarta División.

### Ascenso a Segunda División
En la temporada 2016 de la Primera División B, el club mantuvo una regularidad en el campeonato y terminó en el 4º puesto de la tabla con 41, a seis puntos de los puestos de ascenso y 8 del campeón Martín Ledesma.
En el 2017 logró 47 puntos, quedando en la 8ª posición a más de 26 puntos de distancia del campeón Sport. San Lorenzo, y 24 de los puestos de ascenso.
En el 2018, quedó sexto con 48 puntos y en el 2019 nuevamente quedó octavo con 49 puntos.
En el 2020 no se jugó el torneo por la pandemia de COVID-19.
En el 2021 quedó último en la tabla general con tan solo 30 puntos logrados, pero no descendió debido a quedó noveno en la tabla de promedios con 1.323 puntos logrados, evitando volver a Cuarta División.
El 2022 fue el año del Deportivo Recoleta, que a pesar de la mala campaña del año anterior, en esta logró 68 puntos, 5 puntos más que el subcampeón Club 24 de Setiembre. Así logrando el título y ascenso a Segunda División para el 2023. Su primer juego fue ante el General Díaz, que ganó 3-2, el 27 de marzo, empezando así la temporada.

### Copa Paraguay
En el 2018, el Deportivo Recoleta jugaba la Fase Clasificatoria de la Primera B, de la primera edición de la Copa Paraguay, compartiendo grupo con los clubes Cristóbal Colón y Dr. Benjamín Aceval.
Su primer juego fue el 2 de mayo, ante el segundo, y lo ganó por 1 a 2, luego también ganó el segundo por 1 a 0 el 12 de junio de ese año. Al ganar sus dos partidos se clasificó a la Primera Fase (Dieciseisavos de final), donde Recoleta cayó por goleado 0-4 ante el Sportivo Luqueño, quedando así eliminado de la competencia.
En su segunda edición en 2019, Recoleta caería por 1 a 3 ante Guaraní el 23 de julio en los treintadoceavos de final. En 2020 no se habría jugado la Copa al igual que la Primera B.
En 2021 el club nuevamente caía eliminado en el primer juego, el 28 de julio en el Ka'arendy ante el Gral. Caballero (JLM), 1 a 2 por los treintadoceavos de final. En 2022 Recoleta derrotó por penales 7 a 6 al Club Cristóbal Colón en la Fase 1, el 31 de mayo, tras un 1-1 en los 90 minutos, de esta manera clasificó a la Fase 2.
Pero en la Fase 2 cayó por 1 a 2 ante otro Cristóbal Colón, que lo dejó fuera de competencia, en los que básicamente fueron los treintadoceavos de final.

### En busca de la vuelta a Primera División
En el 2022 el Deportivo Recoleta lograba el ascenso a la Segunda División del fútbol paraguayo tras consagrarse como campeón de la Primera División B Metropolitana (Tercera División).

#### 2023 sin éxito
En el 2023, Recoleta volvía a jugar la Diversión Intermedia, su primer partido fue el 31 de marzo, ante el Sportivo San Lorenzo, que acabó en derrota 3-1, su gol lo hizo Aldo González.
A pesar de la derrota, el 9 de abril, el Dep. Recoleta logró su primera victoria en la segunda jornada, tras vencer por 2-0 al Independiente (CG). Los goles los hicieron Derlis Ortiz y Federico Estigarribia.
El 23 de abril, lograría una gloriosa victoria por 7 a 1 ante el que posteriormente se coronaría campeón de la Intermedia, el Sol de América.
El Deportivo Recoleta pudo pelear el ascenso sin éxito, quedando en la cuarta posición con 51 puntos, a 16 del campeón Sol y 6 del subcampeón y ascendido Sportivo 2 de Mayo.
Su máximo goleador fue el mismo Aldo González, con 14 anotaciones, que a la vez fue el máximo goleador del torneo.

#### Histórica Copa Paraguay
En el 2023 el Dep. Recoleta logró su mejor participación en la Copa de todos, donde llegó a los cuartos de final por primera vez en su historia, y quedó como uno de los 8 mejores de todo el país.
Como club de segunda división, Recoleta no necesitó jugar la Fase 1 de la Copa, jugando directamente la Fase 2 de treintadoceavos de final, donde derrotó por 1 a 3 al Club Cerro Porteño de la Ciudad de Mbocayaty (Guairá), el 8 de junio.
En los dieciseisavos de final el equipo goleó por 4 a 0 al Atl. Colegiales, el 2 de agosto, pasando así por primera vez a la instancia de los octavos de final, donde derrotarían por 5 a 4 en los penales al Atyrá FC, el 21 de septiembre, luego de un 2-2 en la cancha.
En los cuartos caerían ante Guaraní por 2-0, el 14 de octubre, acabando así la que fue su mejor participación en el torneo. En 2024, en la Fase 2, los "Funebreros" vencieron por 1 a 2 al San Miguel de la ciudad de Nanawa, el 10 de julio. Luego en los dieciseisavos cayó por 4 a 5 en la tanda de penales ante Cerro Porteño, luego de un 2 a 2 en los 90 minutos, el 18 de septiembre.

#### 2024 y ascenso logrado
En su segunda temporada en su vuelta a la Intermedia, este 2024 logró el título de campeón y el ascenso a Primera División, donde militar a partir del 2025.
Su primer juego fue el Club Sportivo Carapeguá, donde ganó 1 a 2. Los goles fueron de Marcelo Javier Arce y Lucas David González.
Equipo tuvo un invicto intacto hasta la jornada 11, donde cayó 2 a 1 ante el Guaireña F.C, que venía del descender de la Primera División la temporada pasada. Perdiendo así su invicto de 10 fechas.
En la jornada 12 ganaría 3-0 al Pastoreo F.C, pero luego en la jornada 13 caería 2-1 nuevamente, ahora contra el 12 de Junio.
Recoleta perdería por última vez ante el Fernando de la Mora por 2-1, en la jornada 15, luego de ello no volvería a perder en las últimas 15 jornadas.
Recoleta lograría su ascenso en la jornada 27 tras vencer por 0-2 al Pastoreo F.C, donde aprovechando el empate del Sportivo Carapeguá con Guaireña F.C 1-1, logró sacarle 11 puntos de ventaja, siendo que sólo quedaban 3 jornadas donde se lograrían da más 9 puntos.
El campeonato lo ganaría tras empatar 1-1 con Fernando de la Mora en la jornada 30, aprovechando la derrota en simultáneo del Atl. Tembetary ante el Sportivo Carapeguá por 3 a 1. Que le daría una ventaja de 3 puntos, y sin más partidos, Recoleta se quedaba con el título.
Su máximo goleador fue Lucas González con 21 tantos, que también fue el máximo goleador del torneo.

## Jugadores
Fuentes: Transfermarkt

## Estadio
El club disputa sus partidos en el Estadio Roque Battilana. Adquiririo los terrenos para su estadio en el año 1941 y en 2002 tuvo varias mejoras con el ascenso del Dep. Recoleta a Primera División en 2001. Su nombre viene en honor a un antiguo dirigente del club, el señor Roque Battilana. Además recibe el apodo del "Ataúd", que hace conjunto con el apodo de "Funebreros" del club, ambos apodos surgieron debido al cementerio de enfrente. 
El mismo se encuentra ubicado en el barrio Recoleta, justo atrás del cementerio de la ciudad homónima. Cuenta con capacidad para 6.000 personas, y su superficie es de césped artificial. Posee dimensiones de 102 × 62 m. 
En mayo de 2024 se dio un proyecto de mejoramiento en las cabeceras y zona preferencial del estadio, que aumentaría su capacidad a 7.000 personas, este proyecto se dio con mira al posible ascenso y vuelta del club a Primera.

## Datos del Club
- Actualizado hasta la temporada 2025
- Temporadas en 1.ª: 1 (2 a partir del 2025).

(2002 y 2025).
(Mejor posición: 10° en 2002)
- Temporadas en 2.ª: 35

(1972, 1973, 1974, 1975, 1976, 1977, 1978, 1979, 1980, 1981, 1982, 1983, 1983, 1984, 1985, 1986, 1987, 1988, 1989, 1990, 1991, 1992, 1993, 1994, 1995, 1996, 1997, 1998, 1999, 2000, 2001, 2003, 2004, 2023 y 2024).
(Mejor posición: 1.º en 2001 y 2024)
- Temporadas en 3.ª: 29

(1949, 1950, 1951, 1952, 1953, 1954, 1955, 1956, 1957, 1958, 1959, 1960, 1961, 1962, 1963, 1964, 1965, 1966, 1967, 1968, 1969, 1970, 1971, 2016, 2017, 2018, 2019, 2021 y 2022).
(Mejor posición: 1° en 1971 y 2022)
- Temporadas en 4.ª: 11

(2005, 2006, 2007, 2008, 2009, 2010, 2011, 2012, 2013, 2014 y 2015).
(Mejor posición: 1° en 2015)
- Participaciones en Copa Paraguay: 6

(2018, 2019, 2021, 2022, 2023 y 2024).
(Mejor posición: Cuartos de final en 2023)

## Palmarés

### Torneos nacionales
| Torneos nacionales oficiales       | Torneos nacionales oficiales | Torneos nacionales oficiales |
| Competición                        | Títulos                      | Subcampeonatos               |
| ---------------------------------- | ---------------------------- | ---------------------------- |
| Segunda División de Paraguay (2/0) | 2001, 2024                   |                              |
| Tercera División de Paraguay (2/0) | 1971, 2022                   |                              |
| Cuarta División de Paraguay (1/0)  | 2001                         |                              |

| Torneos nacionales amateures     | Torneos nacionales amateures | Torneos nacionales amateures |
| Competición                      | Títulos                      | Subcampeonatos               |
| -------------------------------- | ---------------------------- | ---------------------------- |
| Federación Paraguaya de Deportes | 1938, 1940, 1942, 1943       | 1948                         |

## Jugadores destacados
- Víctor Ayala Núñez
- Fabián Caballero
- Osmar Molinas
- Gustavo Sotelo

## Otros deportes
En otros deportes el club se ha destacado a lo largo de su historia. En voleibol femenino obtuvo siete títulos consecutivos entre los años 1977 a 1983 y obtuvo el cuarto lugar en el Campeonato Sudamericano de Clubes de Voleibol Femenino dos veces, en 1979 y 1987.
En futsal el equipo ha obtenido también varios títulos y es uno de los principales protagonistas en las competencias metropolitanas y nacionales. Se consagró campeón de la Categoría Honor 2024, segunda división del sistema de ligas de futsal del país, lograron el ascenso a la Liga Premium de Futsal, donde jugarán a partir de la temporada 2025.